# It’s Late
«It’s Late» — песня британской рок-группы Queen, написана Брайаном Мэем, издана на альбоме News of the World, а также сингле для рынков Канады, Новой Зеландии, США и Японии.

## Песня
По мнению американского журнала Billboard, музыка сингла «переходит от приглушённой баллады к громоподобному рок-н-роллу».
Песня о завершающемся романе. Мэй задумал её как трёхактную театральную пьесу, а стихи в тексте именуются «действиями».
В песне Мэй впервые использует технику тэппинг. Спустя несколько месяцев эту технику популяризирует Эдди Ван Хален на своём дебютном альбоме. Мэй рассказал журналу Guitar Player Magazine, что он был вдохновлён техникой тэппинга техасского гитариста Роки Атхаса, когда увидел его выступление в далласском клубе Mother Blues.
В США песня была издана на сингле в сильно сокращённом виде.
В 1997 альбомная версия вошла в сборник Queen Rocks.